# Céto (Océanide)
Pour les articles homonymes, voir Ceto (homonymie).
Dans la mythologie grecque, Céto (en grec ancien Κητώ / Kētṓ) est une Océanide qui, d'après Nonnos de Panopolis, aurait été l'épouse du dieu fleuve Hydaspe (en) et la mère du héros indien Dériade (en).

## Étymologie
En grec ancien, le nom de Céto est Κητώ / Kētṓ. Il dérive de κῆτος / kē̂tos, qui signifie « monstre marin ».

## Mythe
Nonnos de Panopolis, dans les Dionysiaques au Ve siècle, est le seul à évoquer Céto :
« Φάτις δὲ τις, ὅττί ἑ μήτηρ
Νηιὰς Ὠκεανοῖο γένος τεκνώσατο Κητώ,
ἥν ποτε παφλάζοντι διερπύζων περὶ παστῷ
νυμφίος ὑδατόεντι γάμῳ πήχυνεν Ὑδάσπης
γνήσιον αἷμα φέρων Τιτήνιον· »
— Nonnos de Panopolis, Dionysiaques, XXVI, 354-358.
        
« D'après une autre rumeur, la mère qui l'enfanta serait Kétô, une Naϊade de la race d'Océan : c'est en s'épanchant jadis dans son bouillonnant lit nuptial que l'Hydaspe son époux l'aurait étreinte en d'aquatiques noces, lui en qui coule le sang légitime des Titans. »
— Traduction de Francis Vian.
Céto est décrite comme une Océanide, une naïade fille d'Océan. D'après une des versions rapportées par l'auteur, elle est l'épouse du dieu fleuve Hydaspe (en) et la mère du héros indien Dériade (en), le rival de Dionysos.
Il pourrait s'agir du même personnage que son homonyme, la Néréide citée par le Pseudo-Apollodore.

### Sources antiques
- Nonnos de Panopolis, Dionysiaques [détail des éditions] [lire en ligne], XXIV, 355.